# Kuchyňský pes
Kuchyňský pes (anglicky: Turnspit dog, Kitchen Dog; latinsky Vernepator) bylo psí plemeno vyšlechtěné v Anglii jako pomocník v kuchyni. První zmínka o něm pochází z roku 1576.
Šlo o psy s dlouhým tělem a krátkými končetinami, jejichž účelem bylo chodit v kole a tím roztáčet rožeň, na kterém se peklo maso. Ve velkých kuchyních bylo chováno několik těchto psů, kteří se při namáhavé práci střídali. Kuchyňští psi museli vydržet pobyt v horkém prostředí a být natolik poslušní, aby je nerozptylovala vůně jídla. Je také zaznamenáno, že si lidé brávali tyto psy do kostela, aby jim zahřívali nohy.
Kuchyňští psi vymizeli v 19. století, kdy je nahradily stroje. Představu o jejich vzhledu dává vycpaná fenka Whiskey, která je vystavena v muzeu ve velšském městě Abergavenny. Za příbuzné tohoto plemene jsou pokládáni Welsh Corgi Cardigan a Glen of Imaal Terrier.
Carl Linné je nazýval Canis vertigus.